# Кенен
Кене́н (каз. Кенен) — село у складі Кордайського району Жамбильської області Казахстану. Адміністративний центр та єдиний населений пункт Кененського сільського округу.
Населення — 2269 осіб (2021; 2496 у 2009, 2177 у 1999, 2265 у 1989).